# Kaithal
Kaithal (hindi कैथल, panjabi ਅੰਬਾਲਾ) és una ciutat i municipalitat a Haryana, Índia, capital del districte de Kaithal. Segons el cens del 2001 la població era de 117.226 habitants.

## Llocs destacats
- Vidkyar Teerth (Vriddh Kedaar) i Anjani Teela (Temple de la mare d'Hanuman)
- Temple d'Hanumaan a Jattan Moh en el cor de la ciutat
- Topiyon Wala Gurudwara, temple al mig de la ciutat combinació de sikhisme i hinduisme
- Dera Baba Shital Puri Ji
- Geeta Bhawan Mandir
- Pehowa Chownk, centre de la ciutat
- Tomba de Razia Sultan a un barri al nord-oest
- Temple Kutti Shiv i temple Deva ji ka Mandir (Guffa Walla Mandir)
- Tomba d'Hazrat Shah Kamal Qadri i Hazrat Shah Sikandar Qadri
- Gurudwara Neem Sahib, a un barri a l'oest, en memòria del 10è guru sikh
- Fortalesa de Kaithal

## Història
Històricament fou coneguda com a "Kapisthal" (Llar de Kapi, un altre nom d'Hanuman), i hauria estat fundada pel mític heroi i rei pandava, Yudhisthira, del Mahabharata; està connectada per tradició amb Hanuman.
La sulatana Razia o Radiya Begum, la primera dona que va governar al sultanat de Delhi (1235-1240) va fugir de Delhi amb Malik Altuniya després de la seva derrota l'octrubre del 1240 ni va arribar a Kaithal l'endemà; allí fou abandonada per les forces que encara la seguien i els dos foren capturats pels hindús i assassinats.
Se sap que Tamerlà va aturar-se a aquesta ciutat el 1398 abans d'atacar Delhi i esmenta que la població adorava al foc, però després va esdevenir centre cultural musulmà sota els mogols. Akbar el Gran hi va construir una fortalesa, i fou una pargana dins el sarkar de Sirhind, i fou també un centre agricola
El 1767 va caure en mans del cap sikh Bhai Desu Singh, els descendents del qual, els bhais de Kaithal, eren considerats uns dels senyors més poderosos dins els grup dels estats del Cis-Sutlej. La dinastia es va extingir el 1843 i per la doctrina del lapse va passar a la Gran Bretanya.
Fou llavors constituïda en capital d'un efímer districte que va durar només fins al 1849 quan la ciutat i el seu territori van quedar incorporats al districte de Thanesar; Kaithal fou transferida al districte de Karnal el 1862 i fou capital d'un tehsil. La municipalitat es va formar el 1867. El 1868 la població era de 14.940 habitants, el 1881 de 14.754 i el 1901 de 14.408. Modernament va passar al districte de Kurukshetra fins que l'1 de novembre de 1989 va esdevenir capital d'un districte amb el seu mateix nom.